# Черкесские греки
Черкесские греки (также горские греки, самоназвание — урым) — народ, компактно проживающий на территории Адыгеи и Краснодарского края. Наряду с понтийскими греками, один из субэтносов греков, распространенных в кавказском регионе.
Православные христиане, говорят на черкесском и русском языках.
Этногенез черкесских греков не установлен окончательно. Согласно одной из версий, черкесские греки являются остатками исторического греческого населения черноморского побережья Кавказа, однако это население времён греческих городов-полисов не было христианским, и  полностью асимиллировалось черкесским массивом ещё в древности. По другой версии — черкесские греки в действительности являются потомками черкесов-христиан, не принявших ислам и идентифицирующих себя как «греки» (Джерыдже; Урым - черкесские названия византийцев), то есть христиане, опираясь на общность с греками по религиозной принадлежности. Во всяком случае, религиозные отличия греков и черкесских армян — черкесогаев — от преобладающего мусульманского адыгского (черкесского) населения усиливало субэтническое размежевание и поддерживало обособление идентичности.
В 1930-е в рамках политики коренизации, горских греков затронула эллинизация (в первую очередь школьного образования), аналогичная проводившейся в Украине. После сворачивания коренизации и депортаций понтийских греков среди черкесских греков стала больше распространяться русская и адыгская (черкесская) идентичность (в зависимости от родного языка). После распада СССР эти процессы продолжились, хотя наблюдается некоторое восстановление интереса к греческой идентичности, в том числе распространилась идентификация себя с другим субэтносом греков, проживающих в регионе, понтийцами.
По оценке В. И. Колесова, актуальная численность черкесских греков не превышает 100 человек. Оставшиеся на начало 2000-х черкесские греки проживают компактно в полиэтническом, но преимущественно русском, ауле республики Адыгея  Бжедугхабль.
К потомкам черкесско-греческого населения относится известный писатель Дмитрий Костанов, писавший на адыгейском языке.